# 308

## Hlavy států
- Papež – Marcel I. (308–309 nebo 310)
- Římská říše – Constantinus I. (306–337) + Galerius (305–311) + Licinius (308–324) + Maxentius – uzurpátor (306–312) + Maximianus (286–305, 307–308, 310)
- Perská říše – Hormizd II. (302–309)
- Kušánská říše – Šaka (305–335)